# Црква Светог пророка Илије у Каменици
Црква Светог пророка Илије у Каменици, селу у општини Горњи Милановац, подигнута је око 1920. године као спомен-црква. 

## Опис
Ова црква је једноставног архитектонског решења – док је споља једнобродна, у унутрашњости главни брод је подељен на три псеудо-брода: главни, шири и два бочна која су ужа. Купола се ослања на четири стуба која се налазе у средини. Када је првобитно саграђена, није уопште имала куполу, већ је она додата приликом обнове од 1984. до 1987. године. Тада је дозидана и спољна припрата. На зидовима се налазе живопис и дрвени иконостас, међутим није познато ко је аутор.
Црква Светог пророка Илије у Каменици назива се спомен-црквом из разлога што су њени зидови споља и изнутра обложени бројним спомен-плочама које су посвећене страдалима током ослободилачких ратова Србије и НОР-у. Осим тога, неке од плоча су подигнуте од стране имућнијих породица и намењене су њиховим прецима.

## Галерија
- Црквена порта
- Спомен-плоче на фасади цркве
- Запис у порти
- Запис у порти
- Споменици у црквеној порти
- Споменици у црквеној порти
- Споменик у порти
- Спомен-плоча у припрати
- Спомен-плоча на фасади цркве
- Осликавање цркве 2021. године
- Осликавање цркве 2021. године
- Осликавање цркве 2021. године
- Икона Богородице
- Некадашњи изглед цркве. Детаљ
- Некадашњи изглед цркве
- Некадашњи изглед цркве
- Некадашњи изглед цркве